# Liste des distinctions de Dario Argento

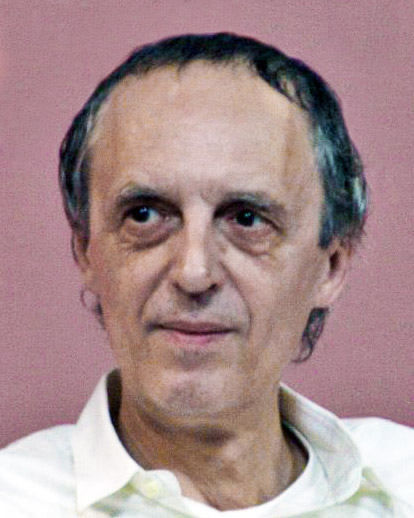
Dario Argento au festival du film fantastique de Bruxelles en 2007.

Dario Argento est un réalisateur, scénariste, monteur, acteur, metteur en scène et producteur de cinéma italien. Cet article présente les prix et nominations reçus par Argento au cours de sa carrière, de 1970 à ce jour.

## Distinctions attribuées en Italie

### PrixDavid di Donatello
| Année | Catégorie    | Statut  | Ref.  |
| ----- | ------------ | ------- | ----- |
| 2019  | Prix spécial | Lauréat | [ 1 ] |

### Prix Flaiano
| Année | Catégorie                                       | Statut  | Ref.  |
| ----- | ----------------------------------------------- | ------- | ----- |
| 2007  | Prix honorifique pour l'ensemble de la carrière | Lauréat | [ 2 ] |

### Globo d'oro
| Année | Catégorie             | Statut  | Film                           | Ref.  |
| ----- | --------------------- | ------- | ------------------------------ | ----- |
| 1970  | Meilleur premier film | Lauréat | L'Oiseau au plumage de cristal | [ 3 ] |

### Fantafestival
| Année | Catégorie               | Statut  | Ref.  |
| ----- | ----------------------- | ------- | ----- |
| 1985  | Prix spécial FantaItaly | Lauréat | [ 4 ] |

## Distinctions attribuées en-dehors de l'Italie

### Festival du film de Sitges
| Année | Catégorie                             | Film                       | Statut  | Ref.  |
| ----- | ------------------------------------- | -------------------------- | ------- | ----- |
| 1976  | Médaille d'or du meilleur réalisateur | Les Frissons de l'angoisse | Lauréat | [ 5 ] |
| 1999  | Prix honorifique Máquina del Tiempo   |                            | Lauréat | [ 6 ] |

### Fantasporto
| Année | Catégorie                                       | Film      | Statut     | Ref.  |
| ----- | ----------------------------------------------- | --------- | ---------- | ----- |
| 1986  | Prix international du film fantastique          | Phenomena | Nomination | [ 7 ] |
| 1990  | Prix international du film fantastique          | Opéra     | Nomination | [ 7 ] |
| 2005  | Prix honorifique pour l'ensemble de la carrière |           | Lauréat    | [ 8 ] |

### Festival du film de Locarno
| Année | Catégorie                                       | Statut  | Ref.  |
| ----- | ----------------------------------------------- | ------- | ----- |
| 2021  | Prix honorifique pour l'ensemble de la carrière | Lauréat | [ 9 ] |

### Festival du film fantastique d'Amsterdam
| Année | Catégorie                                       | Statut  | Ref.   |
| ----- | ----------------------------------------------- | ------- | ------ |
| 2001  | Prix honorifique pour l'ensemble de la carrière | Lauréat | [ 10 ] |

### Festival du film fantastique d'Avoriaz
| Année | Catégorie  | Film                 | Statut     | Ref.  |
| ----- | ---------- | -------------------- | ---------- | ----- |
| 1991  | Grand Prix | Deux Yeux maléfiques | Nomination | [ 7 ] |

### Festival de cine de Barcelona
| Année | Catégorie         | Film                   | Statut     | Ref.  |
| ----- | ----------------- | ---------------------- | ---------- | ----- |
| 2006  | Meilleur téléfilm | Vous aimez Hitchcock ? | Nomination | [ 7 ] |

### Festival de cine de Capri Hollywood
| Année | Catégorie         | Statut  | Ref.  |
| ----- | ----------------- | ------- | ----- |
| 2010  | Prix Capri Legend | Lauréat | [ 7 ] |

### Festival Nocturna de Madrid
| Année | Catégorie                          | Statut  | Ref.   |
| ----- | ---------------------------------- | ------- | ------ |
| 2014  | Premio maestro del cine fantástico | Lauréat | [ 11 ] |

### Festival du film de Chicago
| Année | Catégorie      | Film    | Statut     | Ref.   |
| ----- | -------------- | ------- | ---------- | ------ |
| 2013  | Prix du public | Dracula | Nomination | [ 12 ] |

### Festival Cinemanila
| Année | Catégorie                                       | Statut  | Ref.   |
| ----- | ----------------------------------------------- | ------- | ------ |
| 2011  | Prix honorifique pour l'ensemble de la carrière | Lauréat | [ 13 ] |

### Cinequest San José
| Année | Catégorie     | Statut  | Ref.   |
| ----- | ------------- | ------- | ------ |
| 2000  | Prix Maverick | Lauréat | [ 14 ] |

### Prix CinEuphoria
| Année | Catégorie                                       | Statut  | Ref.   |
| ----- | ----------------------------------------------- | ------- | ------ |
| 2019  | Prix honorifique pour l'ensemble de la carrière | Lauréat | [ 15 ] |

### Prix Edgar-Allan-Poe
| Année | Catégorie                   | Film                           | Statut     | Ref.  |
| ----- | --------------------------- | ------------------------------ | ---------- | ----- |
| 1971  | Prix Edgar du meilleur film | L'Oiseau au plumage de cristal | Nomination | [ 7 ] |